# Thysanodonta
Thysanodonta är ett släkte av snäckor. Thysanodonta ingår i familjen Calliostomatidae.
Kladogram enligt Catalogue of Life:
| Thysanodonta | \| \| Thysanodonta aucklandica \| \| \| \| \| \| Thysanodonta wairua \| \| \| \| |
|              | \| \| Thysanodonta aucklandica \| \| \| \| \| \| Thysanodonta wairua \| \| \| \| |
|              | Bathyfautor                                                                      |
|              |                                                                                  |
|              | Calliostoma                                                                      |
|              |                                                                                  |
|              | Carinastele                                                                      |
|              |                                                                                  |
|              | Fautrix                                                                          |
|              |                                                                                  |
|              | Selastele                                                                        |
|              |                                                                                  |
|              | Thysanodonta aucklandica                                                         |
|              |                                                                                  |
|              | Thysanodonta wairua                                                              |
|              |                                                                                  |

|  | Thysanodonta aucklandica |
|  |                          |
|  | Thysanodonta wairua      |
|  |                          |